# World Resources Institute
Das World Resources Institute (WRI, auf Deutsch: Weltressourceninstitut) ist eine  Umwelt-Denkfabrik mit Sitz in Washington, D.C. Die Non-Profit-Organisation wurde 1982 von James Gustave Speth gegründet.
Das WRI ist eine unabhängige Organisation mit einem Stab von mehr als 100 Wissenschaftlern, Wirtschaftsanalysten, Ökonomen, Politikexperten und weiteren. Ihre Arbeit dient dem institutseigenen Zweck, die Umwelt zu schützen, nachhaltige Entwicklung zu forcieren und allgemein die Lebensverhältnisse der Menschen zu verbessern.
Schwerpunkte des WRI umfassen die globale Erwärmung, verschiedene Ökosysteme, Governance-Strukturen, erneuerbare Energie und besonders den Gebrauch von Ressourcen. Das globale Wald-Monitoringsystem Global Forest Watch ist ebenfalls auf Initiative des WRI entstanden.
Gemeinsam mit dem WBCSD ist das WRI Herausgeber der GHG Protocol („Greenhouse Gas Protocol“) Standards zum Carbon Accounting.